# Czesław Jakiel
Czesław Jakiel (ur. 6 lutego 1949 w Sopocie, zm. 15 września 1987 na stokach Lhotse w Nepalu) – polski taternik i himalaista, z zawodu lekarz.

## Życiorys

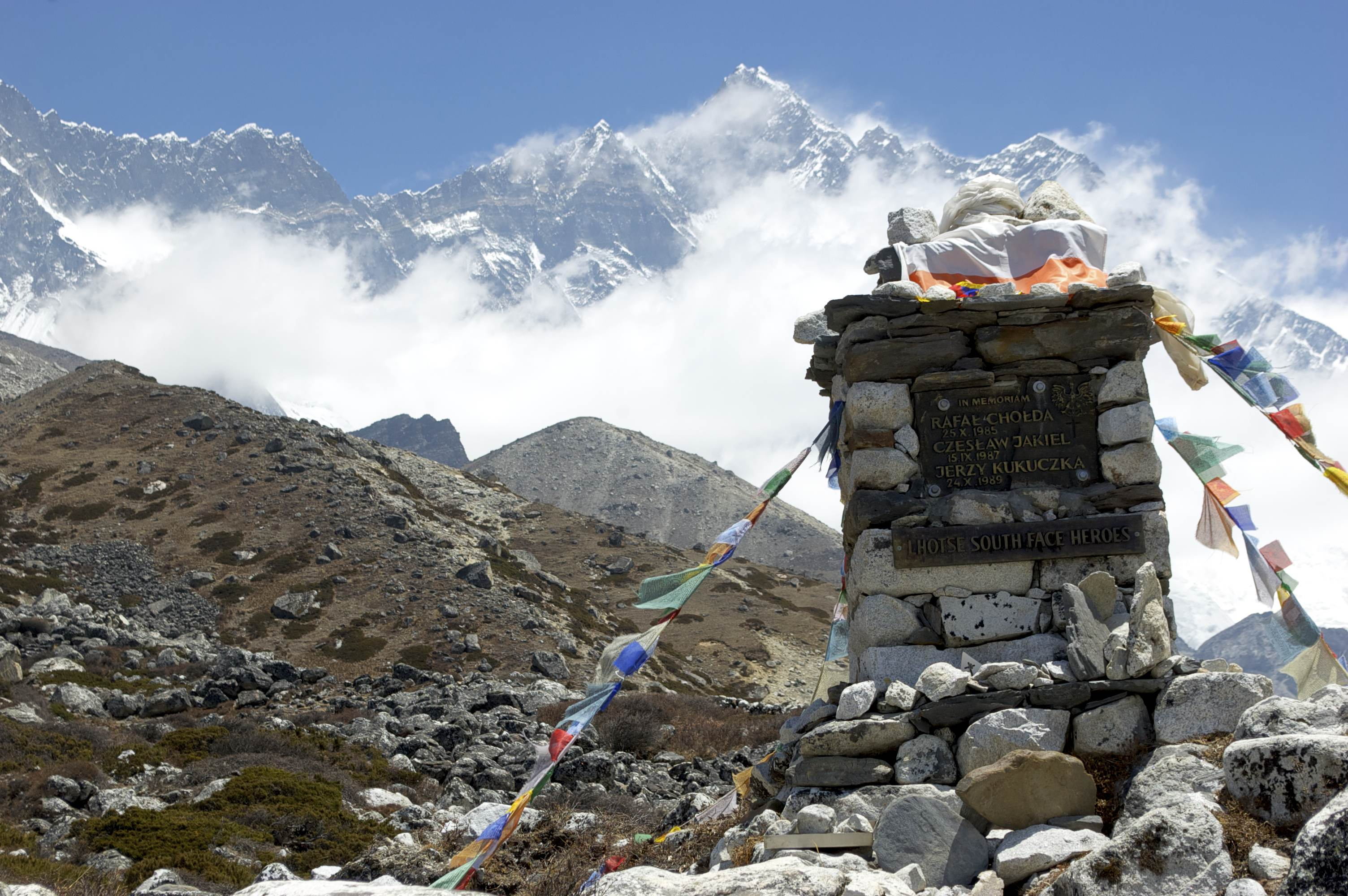
Czorten Rafała Chołdy, Jerzego Kukuczki i Czesława Jakiela pod Lhotse

Był absolwentem Akademii Medycznej w Gdańsku. Po ukończeniu studiów podjął pracę, najpierw na uczelni, a następnie w Klinice Nefrologii Dziecięcej Państwowego Szpitala Klinicznego nr 1 w Gdańsku, gdzie uzyskał I i II stopień specjalizacji z pediatrii. W latach 80. XX wieku należał do opozycji antykomunistycznej, współpracując m.in. z Bogdanem Lisem i Eugeniuszem Szumiejko (Bogdan Lis przez pewien czas ukrywał się w mieszkaniu Anastazji Jakiel, matki Czesława). Należał do Klubu Wysokogórskiego „Trójmiasto” (od 1969) oraz do Alpinistycznego Klubu Eksploracyjnego w Sopocie. Wspinał się w Tatrach (zimowe przejście „drogi Łąckiego” na Rysach 2499 m n.p.m. w 1972, „droga Birkenmajera” na Łomnicy 2634 m n.p.m. w 1974, „droga Orłowskiego” na Galerii Gankowej w 1974, zimowe przejście północnej ściany Giewontu 1894 m n.p.m. w 1980), był również uczestnikiem wypraw zagranicznych: na Spitsbergen (1973), w Himalaje: Himalchuli 7893 m n.p.m. (1983), Andy: Cordillera Blanca (1983) i Karakorum: Ultar Sar 7388 m n.p.m. (1985) oraz Batura 7795 m n.p.m. (1986). W 1987 roku został członkiem wyprawy na Lhotse, kierowanej przez Krzysztofa Wielickiego. Zginął podczas podchodzenia do obozu I, kiedy to w grupę alpinistów uderzył podmuch powietrza, wywołany przez schodzącą lawinę. Został pochowany w szczelinie lodowej pod południową ścianą góry. Jego grób symboliczny znajduje się na Cmentarzu komunalnym w Sopocie (kwatera C2-2-2).

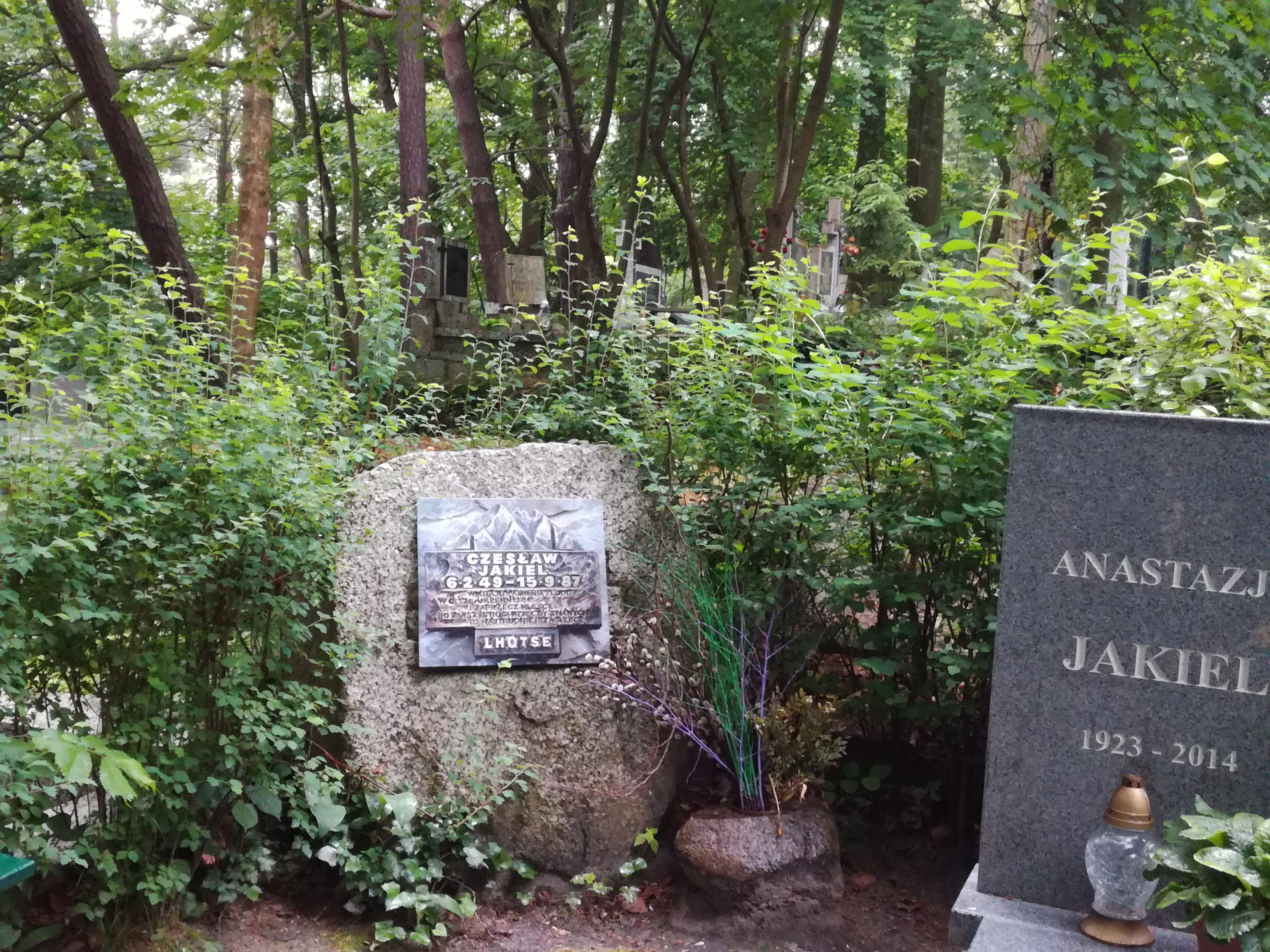
Grób symboliczny Czesława Jakiela

## Upamiętnienie
W dniu 22 marca 2008 roku pod Lhotse odsłonięto czorten, upamiętniający – obok Czesława Jakiela – także Jerzego Kukuczkę oraz Rafała Chołdę.